# Katedrála Nanebevzetí Panny Marie (Hildesheim)
Katedrála Panny Marie (německy Dom St. Mariä Himmelfahrt v Hildesheimu je katedrála vystavěná po etapách od 9. století v otonském slohu, od poloviny 11. do 12. století v románském slohu; dostavěná a rekonstruovaná v letech 1950-1957 a 2010-2014. Je to největší chrámová stavba v Německu.
V roce 1985 byla spolu s kostelem svatého Michala zapsána do seznamu světového dědictví UNESCO.

## Dějiny
Po založení biskupství v roce 815 v Hildesheimu vznikla mariánská kaple v místě v dnešní apsidy pod kryptou. Později dal biskup Guntar z Hildesheimu jižně od kaple postavit baziliku zasvěcenou svaté Cecilii se dvěma okrouhlými věžemi, která sloužila jako pohřebiště prvních čtyř biskupů. Z obou staveb se dochovaly jen zbytky základů, biskupská hrobka, fragmenty pozdějších staveb a 800 středověkých hrobů.
Současnou katedrálu začal v roce 872 postavit biskup Altfrid jako trojlodní baziliku na křížovém půdorysu s dvoustupňovým westwerkem. V roce 1046 ji těžce poškodil požár. Biskup Azelin plánoval vybudovat novou stavbu západně od poškozené katedrály. Jeho nástupce Hezilo z Hildesheimu od tohoto plánu ustoupil a pokračoval ve výstavbě existující katedrály s přilehlou kapitulou. Do 14. století pokračovaly další významné stavební úpravy, ale při zachování původního Altfridova půdorysu. Z období gotiky pocházejí boční kaple na severní a jižní straně. Křížení je barokní. V 19. století byl původní westwerk nahrazen novorománskou dvojitou věží, která byla zničena v roce 1945.
Během druhé světové války byla stavba v podstatě úplně zničena, zůstaly stát jen novorománské ostění západní strany, vnější obvodové zdi, část jižní boční lodi s kaplí sv. Vavřince a krypta. V letech 1950 až 1957 byla ve zjednodušené formě znovu postavena a zvýšeno niveau podlah.
Po dlouholetých přípravách a začal v roce 2009 archeologický průzkum a následovala komplexní rekonstrukce stavby, pro niž byla 10. ledna 2010 katedrála uzavřena. Během stavebních prací místo dómu sloužil , tak jako po druhé světové válce, biskupský kostel Bazilika svatého Gotharda. Slavnostní znovuotevření katedrály se uskutečnilo 15. srpna 2014 a zahájilo oslavy 1200 let existence biskupství, které se uskutečnily roku 2015. V jejich rámci bylo otevřeno rozšířené Dómské muzeum.

## Interiér
Významné umělecké památky
- románská bronzová vrata biskupa Bernwarda
- románský sloup biskupa Bernwarda se scénami z Kristova života
- románský kolový lustr (kopie, originál je v Dómském muzeu)
- románská relikviářová skříň sv. Gotharda (v kryptě)
- renesanční chórová přepážka
- 12 zvonů - největší počet chrámových zvonů v Sasku, o celkové váze 24,724 tun

## Zajímavost
Po východní apsidě dómu se pne šípková růže zvaná tisíciletá, jejíž stáří je podle legendy stejné jako stáří kláštera, tedy více než tisíc let.

## Galerie

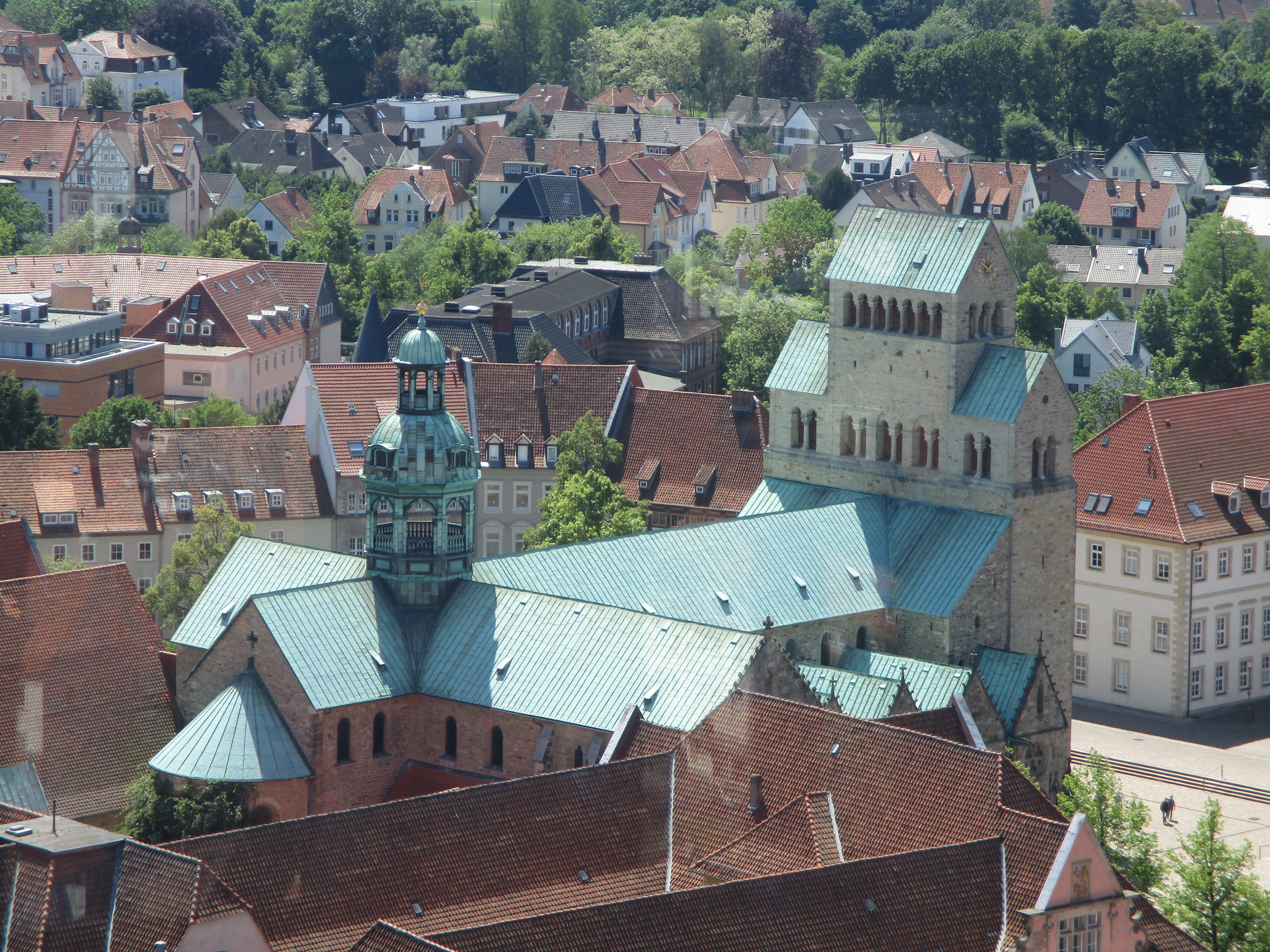
Pohled z kostela svatého Ondřeje
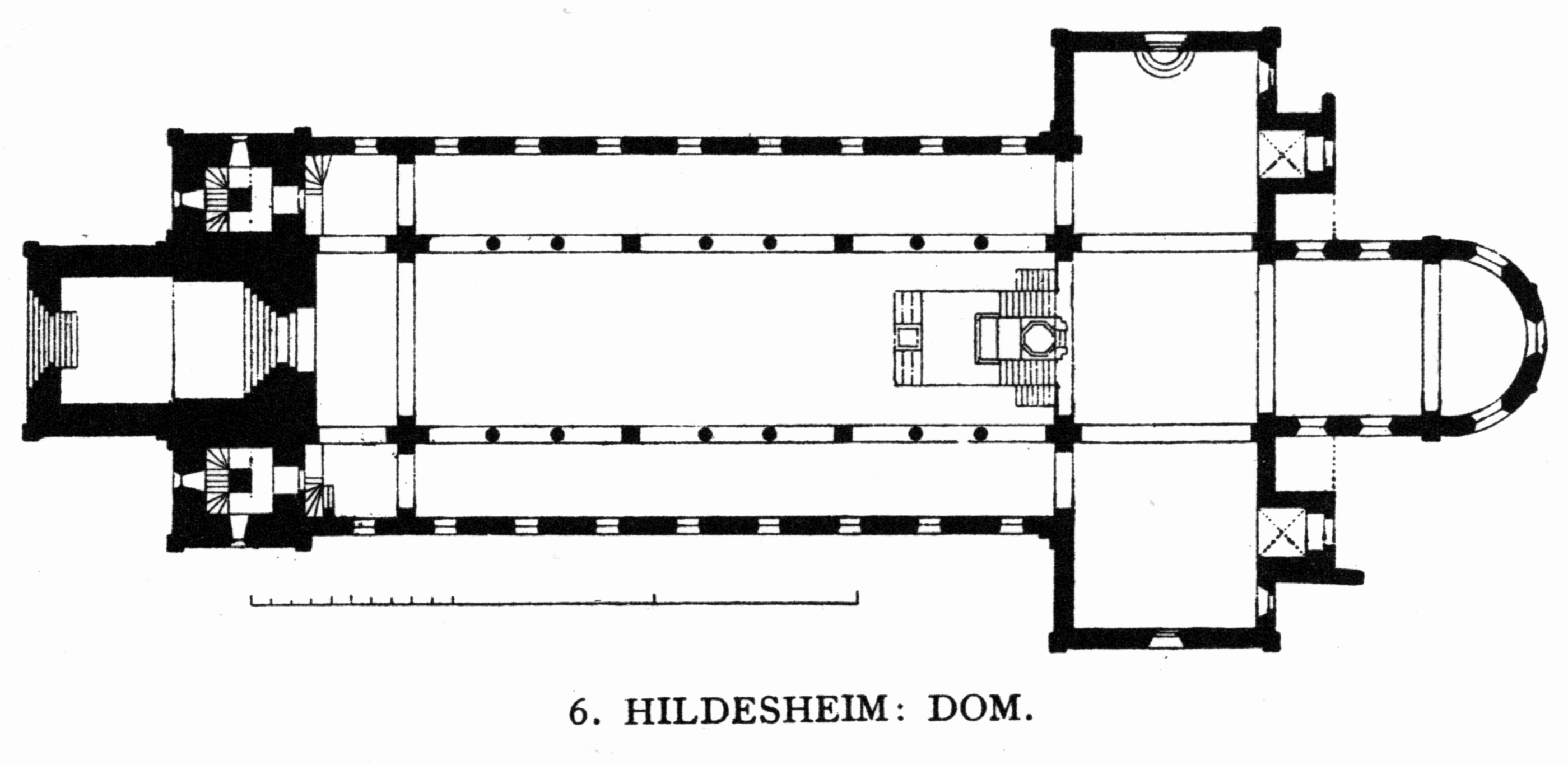
Půdorys
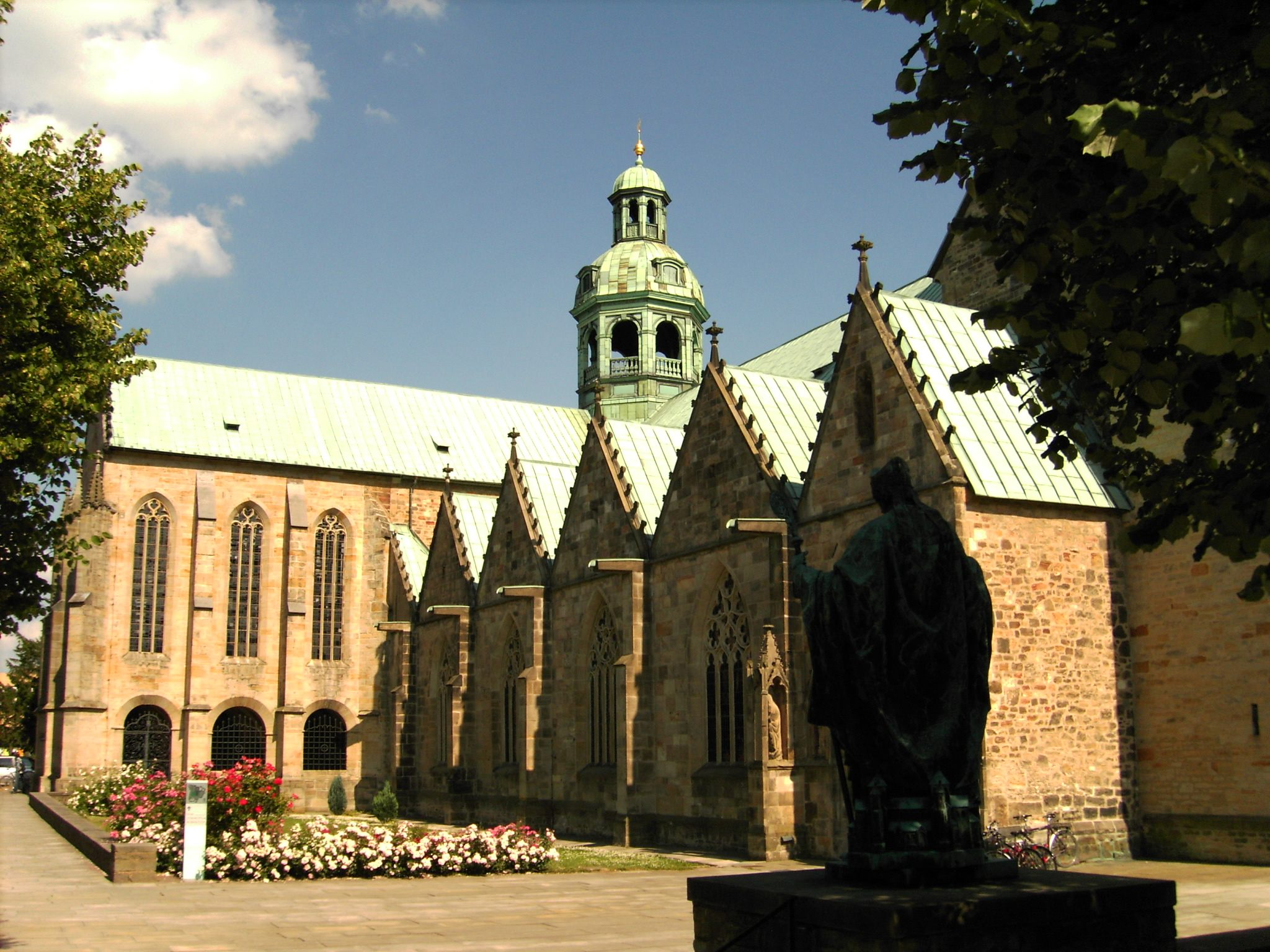
Severní strana
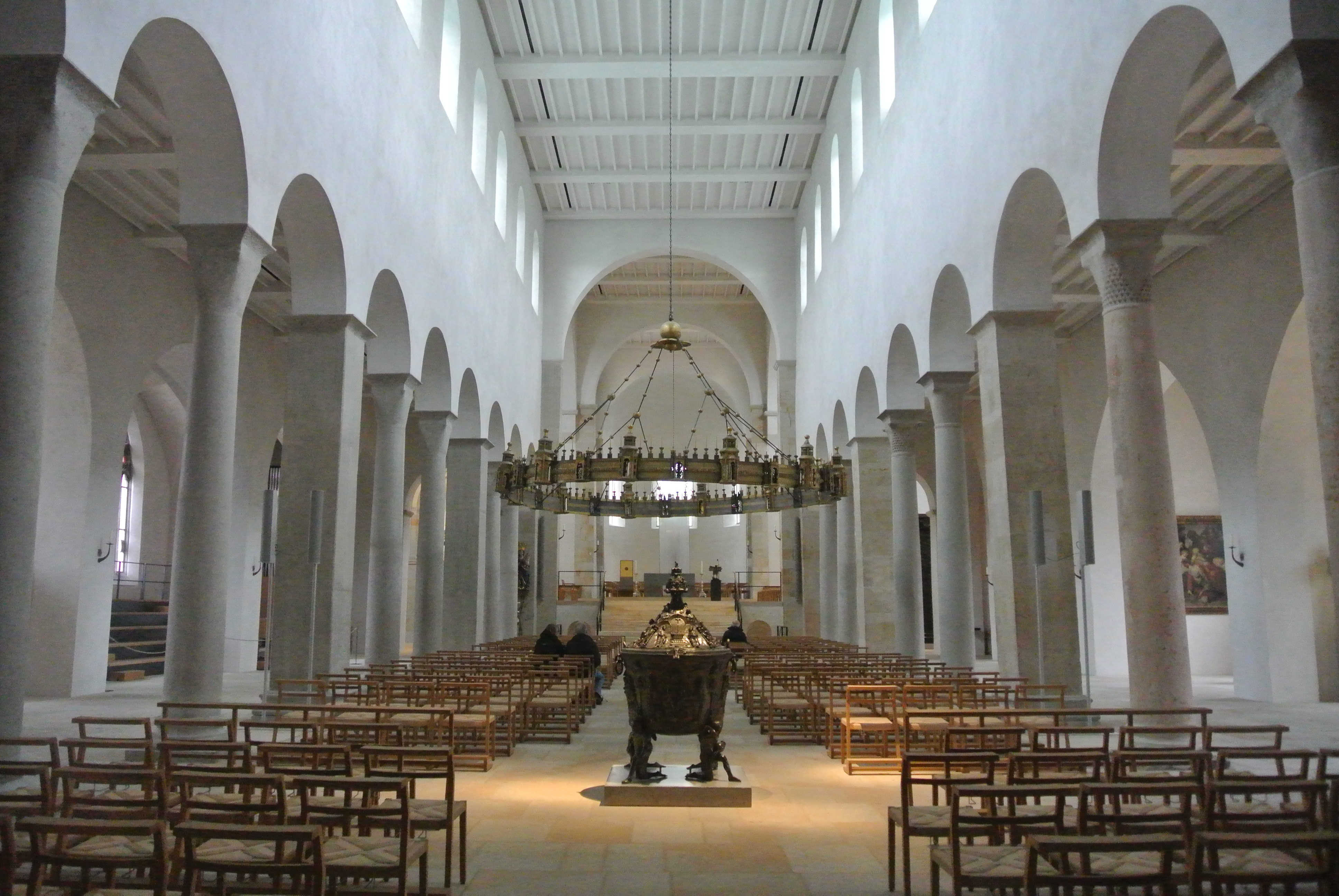
Interiér
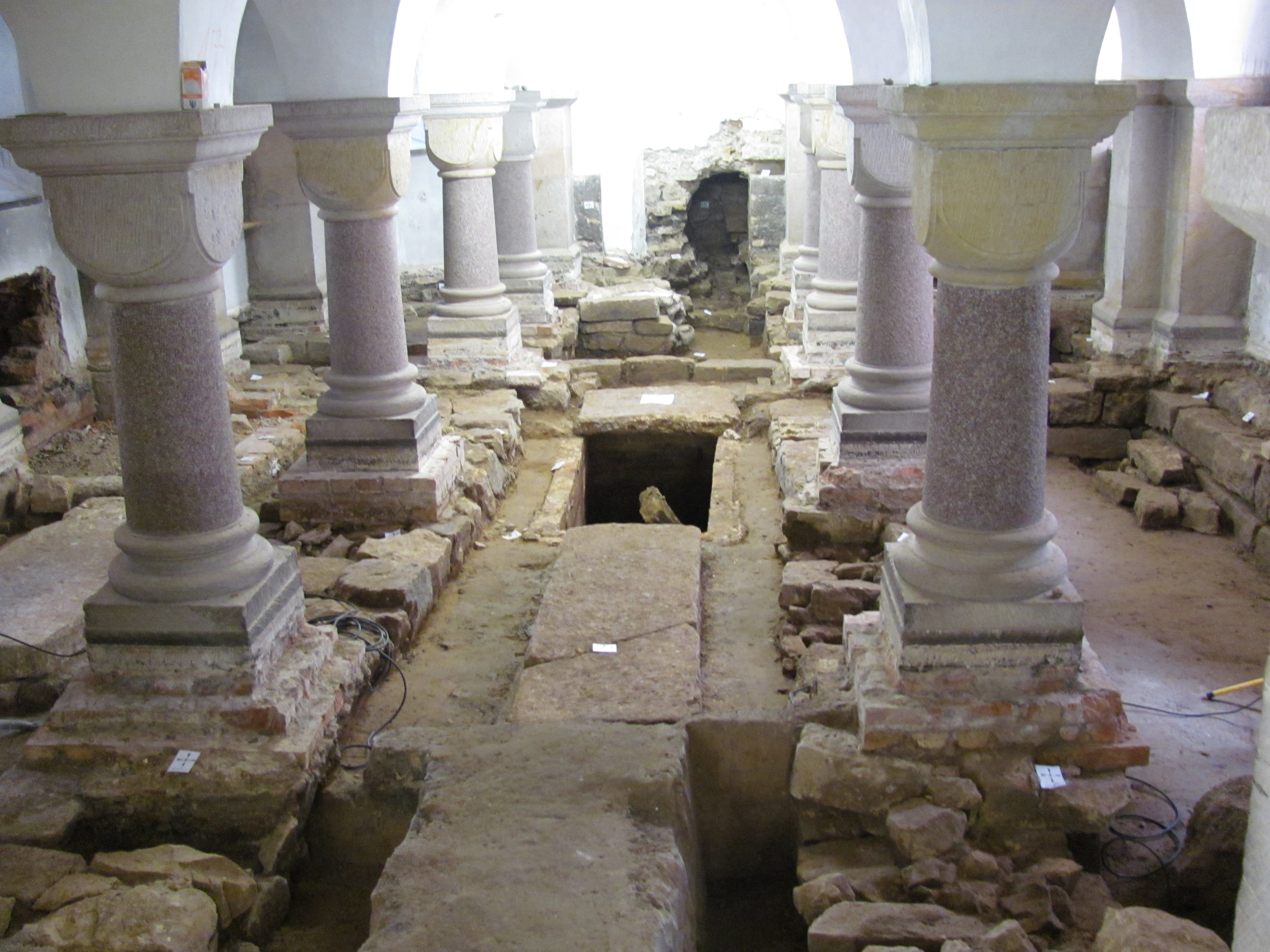
základy stavby z 9. století, odkryté archeologickým výzkumem pod kryptou
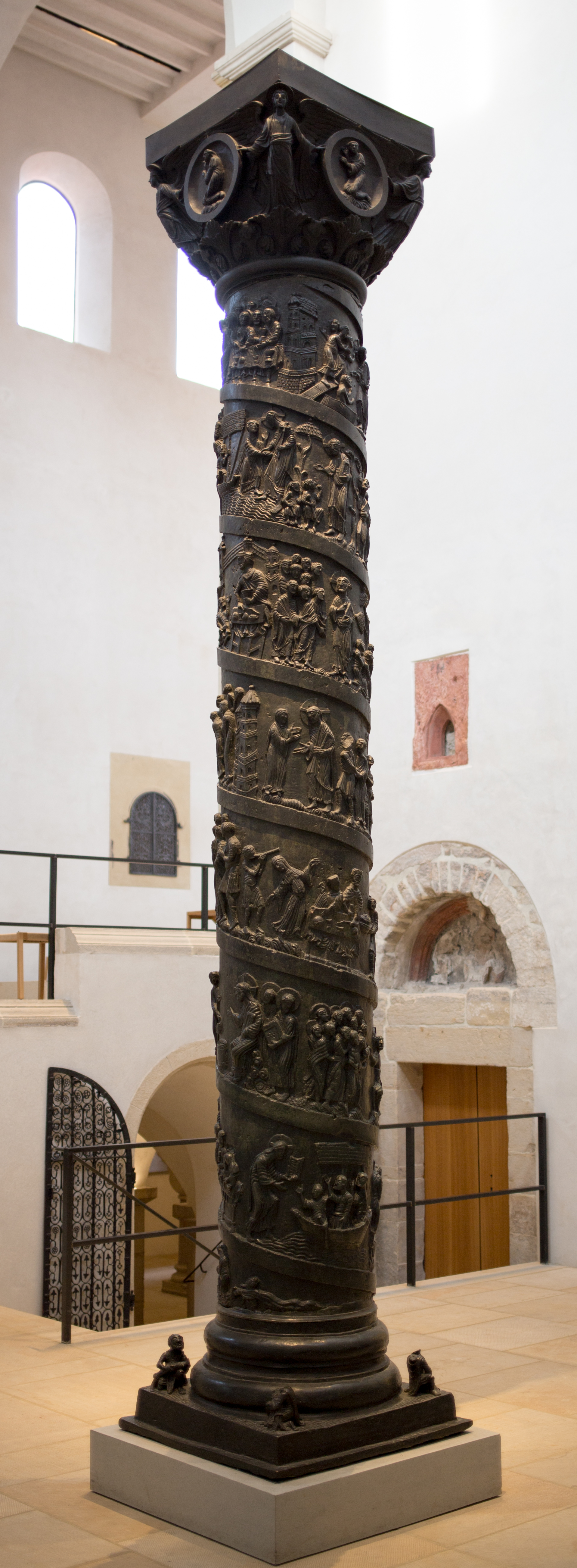
románský sloup
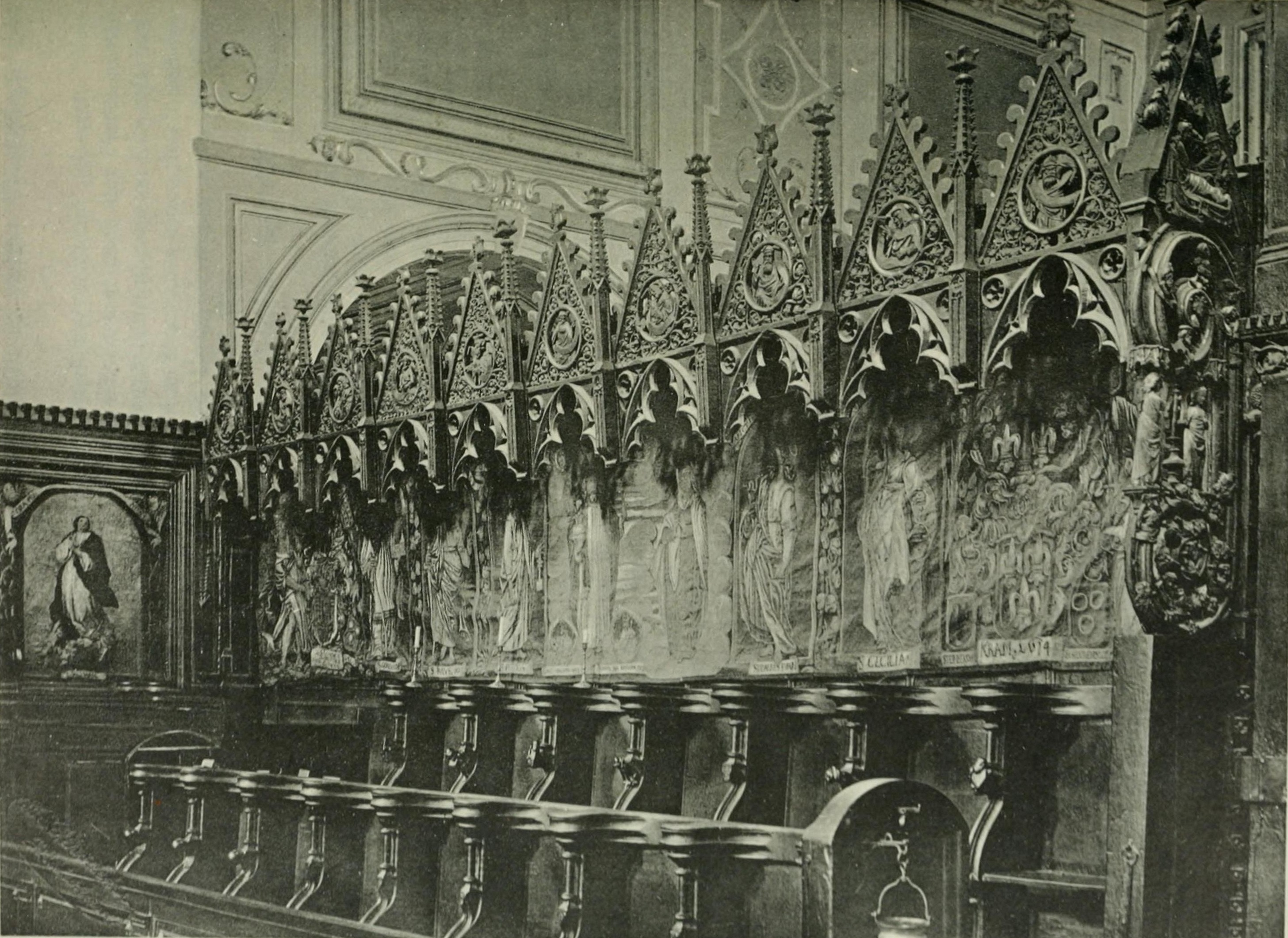
gotické chórové lavice zničené za války